# Smakt-Holthees
Smakt-Holthees is een tweelingdorp in de Noord-Brabantse gemeente Land van Cuijk en de Limburgse gemeente Venray. Het tweelingdorp heeft één dorpsgemeenschap, wat onder andere te zien is in de gemeenschappelijke dorpsvereniging en de voetbalclub VV Holthees-Smakt. De dorpen hebben samen ongeveer 670 inwoners, waarvan 230 in Smakt en 440 in Holthees. De grens tussen de dorpen loopt door de Loobeek.